# 陳簡
陳簡（1551年—？），字居敬，山西潞安府屯留縣人，民籍，明朝政治人物。

## 生平
隆慶元年（1567年）丁卯科山西鄉試第四十八名，萬曆五年（1577年）丁丑科會試第一百五十一名，登三甲第二百一十二名進士。丁父憂歸，服除，授任户部河南司主事，歷升郎中，出为大名府知府，丁母憂。復除廣平府知府，二十一年九月升河南按察司副使，二十五年五月升本省左參政，二十九年五月降山東副使，督运粮储道，升山東右參政，三十四年八月加升按察使，管理漕河，卒于官，赠光禄寺卿。

## 家族
曾祖陳甫；祖父陳倉；父陳世鳳，號平村，曾任臨洮府通判。母李氏。具慶下。兄範、策。